# بارجة برتغالية

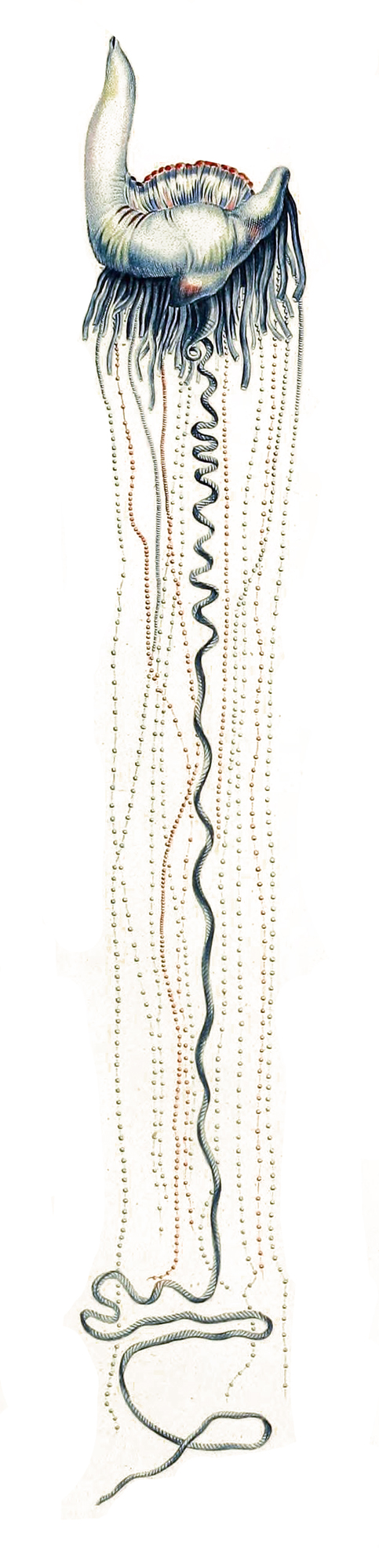
Physalia physalis, 1807

البارجة البرتغالية (الجمع: بوارج برتغالية) أو الشَّوْنَة البرتغالية (الجمع: شُونات برتغالية، شُوَن برتغالية) أو شِرَاعِيَّة البرتغال (بالإنجليزية: Portuguese man o' war أو Portuguese man-of-war)‏ هو أحد أنواع قناديل البحر يعيش على سطح المحيطات. وما يجعله يطفو هو جزء من جسمه يكون مملوء بالغاز مما يجعله يطفو. ولا يمتلك رجل الحرب البرتغالي أي وسائل دفع وإنما تدفعه الرياح حسب اتجاهها. وعلى الرغم من أنه يتواجد على سطح المحيطات المفتوحة وهي الأكثر شيوعاً، تم اكتشافه في بعض المناطق الاستوائية وشبه الاستوائية في المحيطات الهادئ والهندي، وتيار الخليج شمال الأطلسي. وتم العثور على يه أيضاً "شمالا حتى خليج فوندي وهبريد في [3].
في البحر الأبيض المتوسط "، شوهد لأول مرة قبالة سواحل إسبانيا، ثم في وقت لاحق في كورسيكا وفي عام 2010، شوهد في مالطا البحر الأبيض المتوسط.
[6] وفي صيف عام 2009، حذر مجلس محافظة بيمبروكشاير السباحون في مياهها أنه تم مشاهدته في المياه الويلزية. في أيرلندا، كان هناك العشرات من مشاهد وأكد (في 2009-2010)، من مقاطعة لاوث في Termonfeckin لساحل مقاطعة أنتريم [7] وعلى الجانب الآخر من المحيط الأطلسي، فإنها تغسل الشاطئ على طول خليج المكسيك وشمال شرق وغرب سواحل ولاية فلوريدا. ويمكن الاطلاع على وفرة من هذه النوعيى ة من القناديل في مياه كوستاريكا، وخصوصا في شهري آذار ونيسان، في حين توجد أيضا في غيانا. يغسل على الشاطئ خلال شهور معينة من السنة. وذكرت أنها بوفرة في المياه القريبة من كراتشي، باكستان في أشهر الصيف، وشائعة أيضا في أجزاء من المحيط قبالة أستراليا، حيث من المعروف أنها أكثر شيوعا باسم "زجاجات زرقاء، ونيوزيلندا. خلال هذه الأشهر، وأنها تأتي على الشاطئ في خليج كاليفورنيا بعد المطر. كما أنها كثيرا ما وجدت على طول الساحل الشرقي لجنوب أفريقيا، (لا سيما خلال العواصف في فصل الشتاء إذا تهب الرياح على الشاطئ لعدة ساعات)، وكذلك حول جزر هاواي.
الرياح قوية على الشاطئ قد تدفعهم إلى الخلجان أو على الشواطئ. فمن النادر أن تجد قنديلا واحداً منه في مكان، فاكتشاف واحد عادة ما يشير إلى وجود العديد منه حيث تجتمع عادة من قبل التيارات والرياح في مجموعات من الآلاف. فهو دائما يسافر في مجموعات.
كثير من البلدان عندما تكتشف وجوده في أي من شواطئها تقوم بإغلاق الشاطئ بأكمله

## البنية الجسمية
يتكون جسم (رجل الحرب البرتغالي) من أربعة أجزاء رئيسية الجزء الأول وهو البالون الرئيسي في جسمه وهو ما يساعده على الطفو فهو دائما يكون مملوء بالغاز الطبيعي الموجود في الجو من أكسجين وثاني اكسيد الكربون وغيره ولكن يشكل ثاني أكسيد الكربون حوال 90 % من إجمالي الغاز الموجود بداخله، ويكون لون هذا الجزء الأرجواني أوالوردي أو البنفسجي.
حجم البالون يكون من (9- 30) سم وقد يتمدد ليصبح مثل الشراع لفترة طويلة لمساعدته على الإبحار ويستطيع هذا البالون التمدد والانكماش بحيث يسمح له بالغطس لفترة وجيزة للهروب من هجوم من على السطح مثلا أو بسبب رياح شديدة.
الأجزاء الأخرى وهو جزء الدفاع والتغذية والتكاثر
ويتكون من لوامس تسى بالإنجليزية (dactylzooids) تصل في المتوسط طولها إلى عشرة أمتار وقد تصل إلى 50 متراً وكل لامسة تحتوي على سم شديد وتبقى في الغالب تحت الماء وتستخدم في قتل الأسماك الصغيرة والروبيان.
ويقوم لامس بالانكماش وسحب الفريسة للجهاز الهضمي وتقوم لامسة أخرى تسمى (gastrozooids) بافراز الانزيمات التي تفتت الفريسة إلى بروتينات ونشويات أو دهون...
أما الجزء الأخير (Gonozooids) فهو المسئول عن التكاثر
هناك سمكة تسمى (nomeus gronovii) وهي تعيش كنوع من التكافل مع هذا النوع من القناديل حيث لا تتأثر بالسم وتعيش بين اللوامس تقتات على بقايا الطعام الغير مهضوم

## وصلات خارجية
- تأثير اللدغات على الجلد
- Siphonophores.org General information on siphonophores, including the Portuguese man-of-war
- Poisonous Animals: Blue bottle, Portuguese man-of-war
- National Geographic: Portuguese Man-of-War
- Life In The Fast Lane: Blue bottle